# Liège-Charleroi-Liège
Liège-Charleroi-Liège est une course cycliste belge pour Indépendants, disputée de 1946 à 1956 entre Liège et Charleroi, villes situées en Région wallonne.

## Palmarès
| Année | Vainqueur           | Deuxième            | Troisième            |
| ----- | ------------------- | ------------------- | -------------------- |
| 1946  | Raymond Impanis     | Albert Anutchin     | Florent Mathieu      |
| 1947  | Léon Jomaux         | Jan Verpeut         | Arthur Vandebinderie |
| 1948  | Marcel De Mulder    | Roger Van Remoortel | Jean Bolly           |
| 1949  | Roger Van Remoortel | Camille Pauwels     | Alois De Hertog      |
| 1950  | Léon De Lathouwer   | Michel Cremers      | Alois Vansteenkiste  |
| 1952  | Jean Pasinetti      | Jean Brankart       | Léopold Briesen      |
| 1953  | Roger Wyckstand     | Gerard Deborre      | Jean Vliegen         |
| 1954  | Frans Schoubben     | Théo Brunswyck      | Gustaaf Huyskens     |
| 1955  | Roger Molenaers     | René Van Meenen     | Yvo Molenaers        |
| 1956  | Julien Schepens     | Francis Kemplaire   | Gentil Saelens       |